# Mustelus henlei
Espèce
Répartition géographique
Statut de conservation UICN

 LC  : Préoccupation mineure
L'émissole brune (Mustelus henlei) est une espèce de poisson cartilagineux appartenant à la super classe des sélachimorpha.

## Description

### Morphologie générale
Il possède un corps assez mince ainsi qu’une courte tête, sa longueur prépectorale fait environ 1/5 de la longueur totale. Son museau est modérément long et brusquement à fortement angulaire en vue latérale. Son espace interdorsal peut faire quant à lui 1/4 de la longueur totale. Ses nageoires pectorales sont moyennement grandes. Son squelette est non-hypercalcifié chez l’adulte. Ses couleurs sont habituellement irisées brun bronzé au-dessus, parfois grisâtre et blanche au-dessous, il ne présente pas de taches blanches ou de taches foncées ni de barres foncées sur le corps.
Sa dentition est très différente de toutes les autres espèces du genre Mustelus. En effet elle présente une absence d’ornementation secondaire intérieure.
Une étude montre qu'il n'y a pas de différence de taille entre individus vivant dans le nord du golfe de la Californie et ceux de la côte californienne plus au sud.

## Répartition et habitat
Un grand nombre d’individus sont présents dans l’océan Pacifique, allant du nord de la Californie au golfe de Californie. On en retrouve également sur les côtes est du Costa Rica, de l'Équateur et de Colombie.

## Biologie et écologie

### Reproduction
Il atteint la maturité sexuelle à partir d’une longueur totale d’environ 55 à 56 cm pour les mâles et 57 à 66 cm pour les femelles. Le type de reproduction est ovovivipare, la femelle conserve ses œufs dans la concavité utérine jusqu’à ce qu’ils se développent et que les jeunes commencent à émerger. Ils naissent avec une taille d’environ 28 cm. Les femelles se reproduisent chaque année et ont une période de gestation d’environ 10 mois. Les portées varient de 1 à 21 individus, il a été établi qu’il existe une relation linéaire entre la longueur totale de la mère et le nombre de petits.
Son espérance de vie maximum est évaluée à environ 13 ans.

### Alimentation
Il se nourrit presque exclusivement d’animaux marins appartenant à l’infra-classe des Teleostei. Il peut compléter son alimentation avec des Dendrobranchiata, des Cephalopoda, des Anomura et des Polychaeta.

### Comportement
Une étude a permis de montrer que l’émissole brune a tendance à se rapprocher de l’intérieur des baies en cas de marée montante et haute et de s’en éloigner en cas de marée montante basse.
Il présente des taux de mouvements plus important la nuit ce qui tend à indiquer indiquer qu’il chasse principalement de nuit.

## Génétique et taxonomie
La taxonomie de cette espèce a été établie en 1863 par le biologiste Theodore Gill.
Il existe de possible hybridation de type F1 et F2 entre Mustelus dorsalis et Mustelus californicus.

## Interaction avec l'homme
L’émissole brune est fortement commercialisée et pêchée, elle figure sur la liste des espèces marines consommables établie par la FAO.